# Birkach (Maierhöfen)
Birkach (westallgäuerisch: Birkach) ist ein Gemeindeteil der Gemeinde Maierhöfen im bayerisch-schwäbischen Landkreis Lindau (Bodensee).

## Geographie
Der Weiler liegt circa drei Kilometer nordwestlich des Hauptorts Maierhöfen und zählt zur Region Westallgäu.

## Ortsname
Der Ortsname stammt von einem Flurnamen, der auf eine Stelle mit Birken hindeutet. Er setzt sich aus dem Wort Birke und der althochdeutschen Endung für Pflanzennamen -ahi zusammen.

## Geschichte
Birkach wurde erstmals im Jahr 1380 mit einem hof in dem Birkach urkundlich erwähnt. 1818 wurden drei Wohngebäude im Ort gezählt. Zu dieser Zeit befand sich vermutlich im Ort ein kleiner Adelssitz. Birkach gehörte einst zum Gericht Grünenbach in der Herrschaft Bregenz.